# Hôtel de mademoiselle Guimard
Pour les articles homonymes, voir Hôtel Guimard (homonymie).
L'Hôtel Guimard est un ancien hôtel particulier construit entre 1770 et 1773 par l'architecte Claude Nicolas Ledoux pour la danseuse de l'Opéra Marie-Madeleine Guimard et situé alors au 9 rue de la Chaussée-d'Antin. Il a été détruit au cours du Second Empire.

## La propriétaire
Marie-Madeleine Guimard était une danseuse de l'Opéra appointée de 600 livres annuelles et qui fait fortune comme maîtresse du prince de Soubise. Elle possédait un hôtel à Pantin avec une salle de spectacle.
Mais elle fait construire de 1770 à 1773 un nouvel hôtel au 9, rue de la Chaussée-d'Antin par Claude-Nicolas Ledoux dans le style néo-classique.

## Description

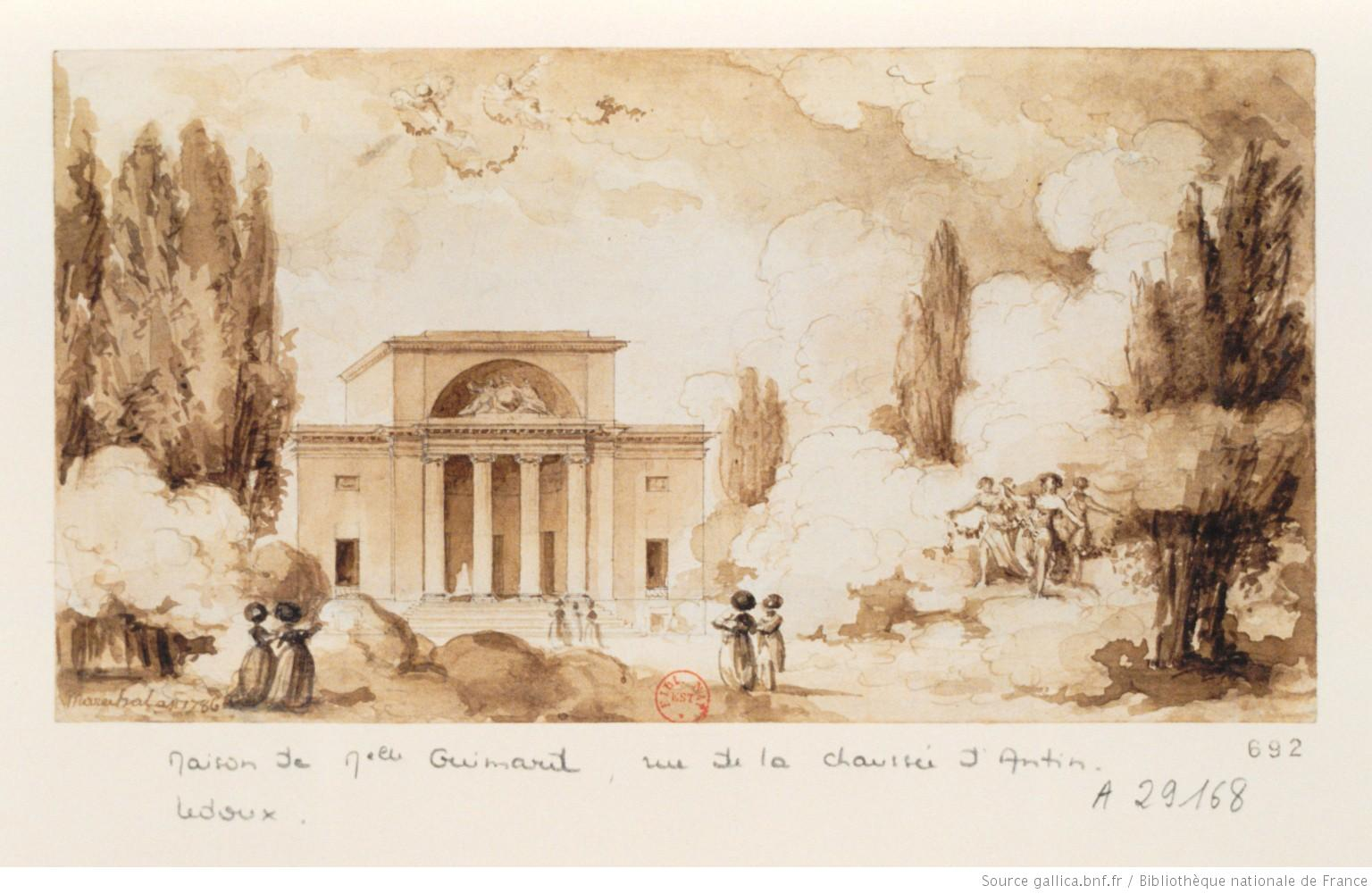
Hôtel Guimard, dessin de Jean-Baptiste Maréchal

L'Hôtel Guimard était surnommé « le temple de Terpsichore » en l'honneur de la maitresse de maison, il comportait justement une sculpture de « Terpsichore couronnée par Apollon », avec comme sujet de bas-relief la "Muse de la Danse montée sur un char trainé par des Amours entourée par des Bacchantes et des Faunes et suivie des grâces de la chorégraphie",
Au–dessus de la porte d’entrée se trouvait une salle de spectacle, au plafond peint par Taraval, peintre du roi. Aménagée pour contenir, au parterre ou dans les loges ouvertes ou grillées, 500 personnes, c’était un chef-d’œuvre du genre qui faisait concurrence à l'Opéra.

## Usages et évolutions du bâtiment

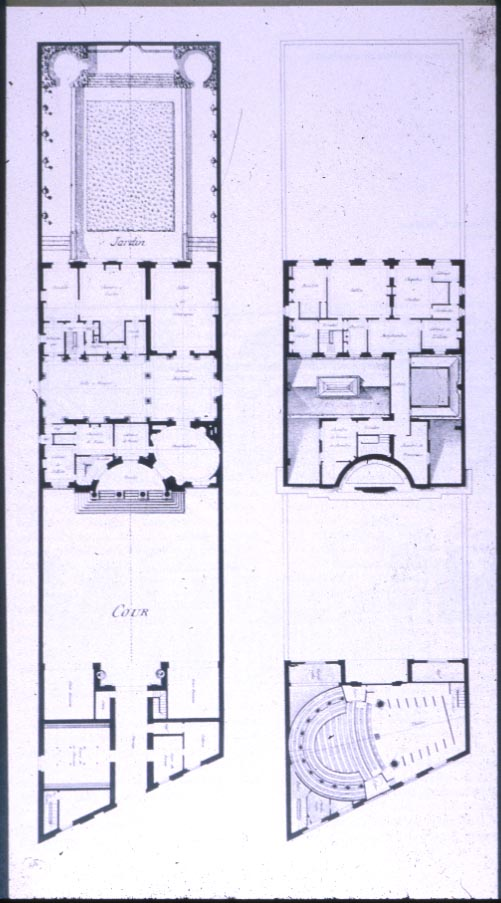
Plan de l'hôtel Guimard, avec le théâtre au-dessus de l'entrée

L'ouverture s’effectua le 8 décembre 1772, mettant fin aux spectacles de Pantin. Un dîner prévu dans l’hôtel fut interdit par l’archevêque de Paris[Lequel ?]. Les victuailles de ce festin de cent couverts furent alors portées au curé pour en faire la distribution aux pauvres, et ce festin manqué s’appela le « Souper des Chevaliers de Saint-Louis », à cause des cinq louis, prix de la cotisation…
La protégée, Mlle Guimard, reçut en courtisane qui sait son monde le financier Laborde, l'évêque de Tarente et d'autres grands personnages. Entretenue par le prince de Soubise ou ses successeurs, mademoiselle Guimard menait grand train et donnait trois soupers par semaine : un pour de grands seigneurs ; un qui réunissait des auteurs, des artistes et des savants ; le troisième était une orgie hebdomadaire, avec des filles. Elle recevait ses amis en foule dans sa propre salle de spectacle. L'élite des troupes régulières y donnait des représentations, auxquelles assistaient, en loges grillées, des prêtres et des femmes honnêtes, sur des billets sollicités d'avance. C'est là que Marsollier et Dalayrac, inquiets de l’accueil qui serait réservé à leur œuvre, ont préféré donner en privé la seconde représentation de Nina ou la Folle par amour.
L'âge venant, Mlle Guimard vend son hôtel de façon originale : elle organise une loterie en vendant 2 500 billets à 120 livres. Le 25 mai 1785, c'est la comtesse du Lau qui gagne l'hôtel au tirage avec un seul billet. Il fut acquis par la suite en 1791 par le banquier Jean-Frédéric Perregaux ,.
L'hôtel a été détruit lors des travaux effectués par le baron Haussmann.